# Johan Henrik Lindqvist
För andra betydelser, se Johan Lindkvist.
Johan Henrik Lindqvist, även Johannes Henricus Lindqvist, född 8 september (gamla stilen) 1743 i Nystad, död 14 mars 1798 i Åbo, var en finländsk matematiker och astronom.
Lindqvist blev student vidKungliga Akademien i Åbo 1758 och filosofie magister (primus) 1769 samt höll 1771 föreläsningar i astronomi på Sveaborg. Han blev docent i matematik i Åbo 1771, adjunkt i filosofiska fakulteten 1778, extra ordinarie professor 1779 och ordinarie professor i matematik 1781. Han blev ledamot av Vetenskapsakademien i Stockholm 1785 och av Vetenskapssocieteten i Uppsala 1795. 
Lindqvist var en för sin tid tämligen framstående matematiker och astronom. Inom matematiken sysselsatte han sig med flera speciella frågor, såsom integration av en klass differentialekvationer av tredje ordningen, parallellteorin, omvända tangentmetoden och ellipsoidsektioner. Som astronom verkställde han observationer rörande solförmörkelser, ockultationer och Merkuriuspassagen 1786 samt behandlade åtskilliga astronomiska problem, bland annat även keplerska problemet. Som akademisk lärare åtnjöt han stort anseende och bidrog i väsentlig mån till främjande av de matematiska studierna vid Kungliga Akademien i Åbo. 
Lindqvists skrifter är dels utgivna i disputationsform, dels införda i Vetenskapsakademiens Handlingar eller Vetenskapssocietetens i Uppsala "Acta". Bland dem kan nämnas Nytt sätt at til en gifven anomalia media finna en planets anomalia vera (Vetenskapsakademiens Handlingar, 1778) och Methodus ex observatis stellarum a luna occultationibus inveniendi differentias meridianorum et loca lunæ vera (Acta societatis scientarium upsaliensis, VI; 1799).